# スーパー・ベスト・オブ・YMO
『スーパー・ベスト・オブ・YMO』 (SUPER BEST OF YMO) は、イエロー・マジック・オーケストラ(YMO)のベスト・アルバム。1997年8月27日に、アルファレコードからリリース。規格品番：ALCA-5199/200。

## 解説
CDの帯は「ご存知YMOの代表曲を全て網羅したベスト・オブ・ベスト!価格も内容もおすすめ盤です。」と記述されている。
アルファレコード主導のベスト・アルバム。1987年の『Y.M.O.ヒストリー』以来10年ぶりとなるCD2枚組。
過去7作のオリジナル・アルバムから時系列に満遍なく選曲・コンパイルされている。

## 収録曲
此処に記す楽曲表記はCDケース裏の表記に準ずる。

### Disc 1
1. Computer Game ～ Theme from the Circus ～
2. Firecracker
3. Yellow Magic (Tong Poo)
4. La Femme Chinoise
5. Mad Pierrot
6. Behind The Mask
7. Day Tripper
8. Technopolis
9. Rydeen
10. Solid State Survivor
11. Nice Age
12. Citizens Of Science
13. Tighten Up
14. Multiplies
15. Ballet
16. Music Plans
17. U.T.
18. Cue

### Disc 2
1. Pure Jam
2. Seoul Music
3. Taiso
4. Key
5. 君に、胸キュン。-浮気なヴァカンス-
6. 音楽
7. 希望の河
8. Lotus Love
9. 邂逅
10. Chaos Panic
11. 過激な淑女
12. 以心電信
13. Linbo
14. Shadows on the Ground
15. See-Through
16. Perspective
17. Prologue
18. Epilogue